# Онисифор
Ониси́фор (др.-греч. Ὀνησιφόρος, лат. Onesiphorus) — апостол из семидесяти, ученик апостола Павла, родом из Ефеса (2Тим. 4:19). О нём упоминает апостол Павел в послании к Тимофею:

Да даст Господь милость дому Онисифора за то, что он многократно покоил меня и не стыдился уз моих, но, быв в Риме, с великим тщанием искал меня и нашел. Да даст ему Господь обрести милость у Господа в оный день; а сколько он служил мне в Ефесе, ты лучше знаешь.
— 2Тим. 1:16-18

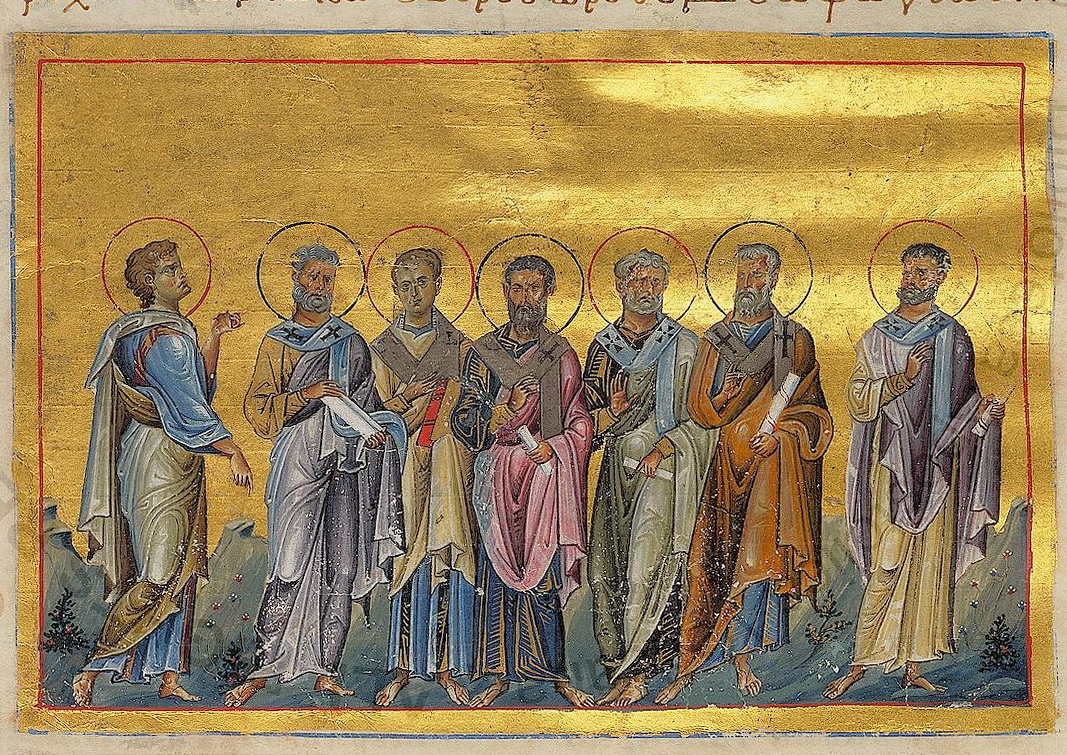
Святые Апостолы от 70-ти: Сосфен, Аполлос, Тихик, Епафродит, Онисифор и Цезарь из Диррахия
(Минологий Василия II)

Согласно Библии, Онисифор вместе с апостолами Сосфеном, Аполлосом, Тихиком и Епафродитом был избран и послан самим Иисусом Христом для благовестия через некоторое время после избрания двенадцати апостолов (Лк. 10:1-24).
По преданию, святой Онисифор был епископом в Колофоне (Малая Азия), а затем — в Коринфе.
Был убит в городе Парии (недалеко от Ефеса), на берегу Геллеспонта, куда отправился проповедовать христианство язычникам. Здесь Онисифор был схвачен и приведён к идольскому капищу. За отказ воскурить фимиам языческим богам Онисифора вместе с его рабом Порфирием привязали к диким коням и волочили по земле миль. Сказания явно смешивают его с Онисифором, пострадавшим при Диоклетиане.

## Дни памяти
- В православном церковном календаре (по юлианскому календарю): 8 декабря, 7 сентября и 4 января (Собор Апостолов от семидесяти).
- В католическом: 6 сентября (по римскому мартирологу).